# Ramón Freire
Ramón Freire Serrano (født 23. november 1787, død 9. december 1851) var en statsleder fra Chile, der nød stor popularitet hos befolkningen lige indtil Den Chilenske Konføderationskrig. Han var leder af det liberale parti Pipiolo.